# Haritalodes mineti
Haritalodes mineti là một loài bướm đêm trong họ Crambidae.